# Ufficio d'inchiesta sugli infortuni aeronautici
L'ufficio d'inchiesta sugli infortuni aeronautici, spesso semplicemente noto come UIIA, era l'ufficio svizzero preposto alle inchieste sugli incidenti aerei. Il suo compito è quello di evitare il ripetersi degli incidenti aerei analizzandone le cause.
Grazie alla decisione del parlamento svizzero venne creato l'ufficio nel 1960, alle dipendenze del Segretariato generale del Dipartimento federale dell'ambiente, dei trasporti, dell'energia e delle comunicazioni (DATEC).
Dal 1º novembre 2011 è confluito con il Servizio d'inchiesta sugli infortuni dei trasporti pubblici (SIII) nel nuovo Servizio d'inchiesta svizzero sugli infortuni (SISI).